# Leonard Abbott
Leonard Dalton Abbott (1878–1953) foi um ativista anarquista nascido na cidade inglesa de Liverpool. Migrou para os Estados Unidos em 1897 se estabelecendo na região de Nova Iorque. Lá se envolveu com o movimento socialista, e permaneceu trabalhando até 1905. Mais tarde se aproximou gradualmente dos anarquistas, interessando-se sobretudo pela educação libertária, movimento no qual assumiu papel de destaque. Tornou-se colaborador de Emma Goldman, Hippolyte Havel e Max Baginski, na revista Mother Earth, envolvendo-se também na publicação de diversos outros periódicos anarquistas como The Commonwealth, The Free Comrade (periódico, Current Opinion e a revista The Modern School. Auxiliou também na fundação da Escola de Ciência Social de Rand, da Sociedade Socialista Intercolegiada, e da Ferrer School de Stelton, Nova Jersey.
Era um ativista da liberdade de expressão e do pacifismo e por diversas vezes presidiu as reuniões da Free Speech League. Escreveu muitos ensaios e panfletos, além de três livros:
- Ernest Howard Crosby (1907)
- Francisco Ferrer, His Life, Work, and Martyrdom (1910)
- Masterworks of Economics (3 volumesP)